# Приходько Антон Терентійович
Анто́н (Анті́н) Тере́нтійович Прихо́дько (1891, Кубанська область, станиця Новорождественська, Російська імперія — 29 січня 1938, Архангельськ) — радянський державний діяч. Постійний представник УСРР при Уряді СРСР. Член ВУЦВК (всі скликання, за винятком 2-х, до X-го включно).

## Біографічні відомості
У 1907 р. — відвідував український соціалістичний кружок середньої школи м. Ставрополь
Закінчив Ставропольську вчительську семінарію
У 1915 р. — був студентом Московського університету та членом есерівської групи
З 1916 року — член УПСР під прізвищем «Професор»
У 1917 році (до початку жовтневої революції) — вперше опинився на українській землі (приїхав до Києва). У 1917 році — Кандидат у члени УУЗ від УПСР за участю Селянської спілки по Полтавському виборчому округу.
16 січня 1918 року заарештований разом з майже всією лівою групою керівних діячів УПСР. З червня 1918 р. — член КП(б)У.
29 квітня 1919 року подав заяву про вихід з членів ЦК УПСР.
У 1919—1920 роках — секретар УКП (боротьбистів). У червні 1919 р. — касир ЦК УКП(боротьбистів).
У 1920—1929 рр. — Голова колегії Державного видавництва України.
У 1920—1930 рр. — Секретар Центральної комісії українізації радапарату при РНК УСРР.
У 1921 р. був членом редколегії критико-бібліографічного часопису «Голос Друку», очолював Всеукраїнську видавничу комісію при РНК УСРР, став членом ВУЦВК VI складу.
З кінця 1921 року по травень 1922-го — уповноважений від Полтавської губернії під час проведення мобілізації для підготовки посівної кампанії на Україні
З травня 1922-го по листопад 1924 — Постійний представник УСРР при Уряді СРСР (див. Постійне представництво Ради Міністрів УРСР при Раді Міністрів СРСР)
12 вересня 1922 року зарахований на 1-й курс Московського інституту народного господарства ім. К. Маркса.
З грудня 1924-го по квітень 1926 р. — радник Повпредства СРСР у Чехословаччині.
З 27 січня 1926 по 1927 рік — заступник Наркома освіти УСРР Олександра Шумського.
З 1926 по 1930 рр. — заступник Генерального прокурора УСРР.
У 1926 р. — член Державної правописної комісії.
З 1927 по 25 грудня 1929 р. — заступник наркома освіти УСРР Миколи Скрипника.
З 25 травня по 3 червня 1927 р. — учасник Конференції з обговорення проекту правопису.
У 1928 р. — член Президії Державної Правописної Комісії.
9 серпня 1929 року м. — Мав партійний квиток № 0751622 та визнаний перевіреним за результатами засідання Перевірочної Комісії Осередку КП(б)У НКОсвіти УСРР Журавлівського райкому м. Харкова.
З 9 березня 1930 по 19 квітня 1930 року головував в суді на процесі Спілки визволення України.
З червня 1930 року — заступник народного комісара юстиції УСРР
У 1930—1931 роках — відповідальний редактор журналу «Вісник радянської юстиції»
У 1931—1933 роках — відповідальний редактор журналу «Революційне право».
По 31 грудня 1933 р. — голова арбітражної комісії при РНК УСРР
31 грудня 1933 року виключений з КП(б)У за нещирість при дачі пояснень ЦКК КП(б)У про зв'язок з контрреволюційним, націоналістичним елементом. Заарештований Державним політичним управлінням (ДПУ) СРСР у Харкові (вул. Пушкінська 49, кв. 10) як член та керівник Харківської терористичної організації та учасник контрреволюційної української повстанської організації, що ставила за ціль повалення Радянської влади збройним шляхом.
4 червня 1934 р. — Засуджений до 10 років виправно-трудових робіт судовою трійкою Колегії ДПУ СРСР (стаття 54-11 КК УСРР).
З липня 1934 р. по кінець 1936 р. — Знаходився на острові Вайгач (бухта селища Амдерма).
Із січня по листопад 1937 р. — Знаходився у селищі Чибью. У листопаді 1937 року написав останнього листа своїй дружині (вона отримала його тільки у січні 1938 р.).
21 грудня 1937 р. — Засуджений до вищої міри покарання трійкою Управління НКВС Архангельської обл. (статті 58-10, 58-11 КК РРФСР)
29 січня 1938 року розстріляний разом із Щепкіним Іваном Івановичем, Музиченком Миколаєм Петровичем та Івановим Володимиром Васильовичем.
6 грудня 1957 року реабілітований посмертно військовим трибуналом Київського військового округу.

## Твори
Писав під псевдонімом А. Прийдешній.
1. Про що шуміло море // Місячник «Шляхи мистецтва». — 1921. — ч. 1. — с. 31-32[35][38]
2. Народження сонця // Місячник «Шляхи мистецтва». — 1921. — ч. 1. — с. 32[35][38]
3. Утома // Журнал «Мистецтво». — 1919. — № 4. — с. 13-14[35]
4. Арешт десяти // Альманах «Зшитки боротьби». — 1920. — с. 34-55[13][35][39]

## Статті
1. Культурно-освітні питання на X з'їзді КП(б)У // Більшовик України. — 1927. — № 14. — с. 17-26[21]
2. СВУ на шкільному фронті // Шлях освіти. — 1931. — № 5-6. — с. 82-90[40]
3. Загальне навчання на Україні // Радянська освіта. — 1928. — № 10. — с. 1-15[40]
4. Гнат Михайличенко // Гнат Михайличенко. Художні твори. — 1929. — с. 5-15[41].

## Особисте життя
Мав брата Приходько Федіра Терентійовича.
Взимку 1918—1919 рр., разом із своєю дружиною Марією Приходько (Бочаровою) був гостем на весіллі Василя Матени-Бугаєвича (Чорного) та Марії Московець (сестра Євгенії Московець), що відбувалося у Полтаві за адресою провулок Бабичівській 24.
З 2 березня 1920 року його дружина була членом УКП(боротьбистів) та співробітницею ЦК цієї партії. У 1926 році вона почала працювати диктором Всеукраїнського Комітета Радіомовлення.
6 травня 1927 року мешкав за адресою Харків, вул. Садово-Куликівська 8, кімн. 5. У 1929—1930 рр. — переїхав на вул. Революції 1. У 1933 році мешкав за адресою вул. Пушкінська 49 (будинок «Коммунар»), кв. 10. У січні 1934 році його дружину звільнили з роботи диктора Всеукраїнського Комітета Радіомовлення.